# Liste der Monuments historiques in Coiffy-le-Haut
Die Liste der Monuments historiques in Coiffy-le-Haut führt die Monuments historiques in der französischen Gemeinde Coiffy-le-Haut auf.

## Liste der Objekte
| Bezeichnung                                          | Beschreibung                                                                               | Standort                                       | Kennzeichnung | Schutzstatus | Datum | Bild |
| ---------------------------------------------------- | ------------------------------------------------------------------------------------------ | ---------------------------------------------- | ------------- | ------------ | ----- | ---- |
| Rechter Seitenaltar                                  | Altartisch, Retabel und Kruzifix; Holz, farbig gefasst, 18. Jahrhundert                    | in der Kirche Notre-Dame-de-la-Nativité (Lage) | PM52000372    | Classé       | 1966  |      |
| Skulptur Heiliger Nikolaus                           | Holz, farbig gefasst und vergoldet, erste Hälfte des 19. Jahrhunderts                      | in der Kirche Notre-Dame-de-la-Nativité (Lage) | PM52000375    | Classé       | 1966  |      |
| Linker Seitenaltar                                   | Altartisch, Retabel und Relief Taufe Christi; Holz, farbig gefasst, Stein, 18. Jahrhundert | in der Kirche Notre-Dame-de-la-Nativité (Lage) | PM52000371    | Classé       | 1966  |      |
| Kanzel                                               | Holz, 18. Jahrhundert                                                                      | in der Kirche Notre-Dame-de-la-Nativité (Lage) | PM52000376    | Classé       | 1966  |      |
| Skulpturengruppe Madonna mit Kind und Johannesknaben | Stein, farbig gefasst, 18. Jahrhundert                                                     | in der Kirche Notre-Dame-de-la-Nativité (Lage) | PM52000373    | Classé       | 1966  |      |
| Skulptur Heiliger Mamas                              | Stein, farbig gefasst, 17. Jahrhundert                                                     | in der Kirche Notre-Dame-de-la-Nativité (Lage) | PM52000374    | Classé       | 1966  |      |